# Dean Rusk

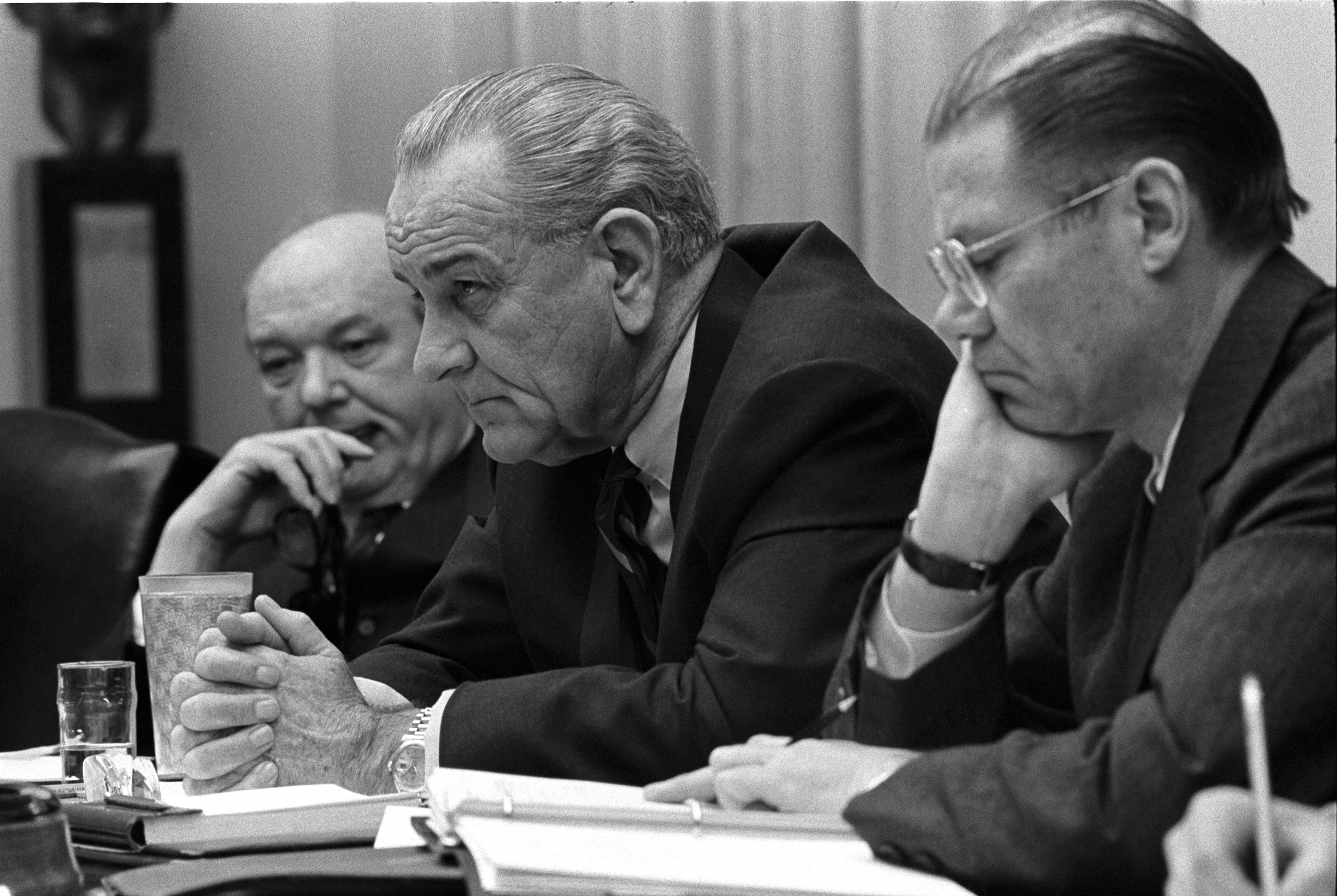
Dean Rusk, Lyndon B. Johnson e Robert McNamara, em 1968.

David Dean Rusk (Condado de Cherokee, 9 de fevereiro de 1909 - Athens, 20 de dezembro de 1994) foi o Secretário de Estado dos Estados Unidos de 1961 a 1969 nas administrações de John F. Kennedy e Lyndon B. Johnson. Foi o segundo secretário de Estado que mais tempo permaneceu no cargo, atrás apenas de Cordell Hull.

## Infância e juventude
Dean Rusk nasceu um menino pobre uma fazenda no Condado de Cherokee, na Geórgia. Estudou em escolas públicas de Atlanta. Após a formatura na Boys High School, em 1925 trabalhou dois anos para um advogado de Atlanta. De seguida trabalhou no Davidson College. Era um membro da Ordem Kappa Alpha Sigma, Cadete e Tenente-coronel comandante de um batalhão ROTC, e foi graduado Phi Beta Kappa em 1931. Em John's College, Oxford como bolseiro Rhodes, recebeu o prêmio Cecil da Paz em 1933.

## Carreira antes de 1961
Na Segunda Guerra Mundial, começou a trabalhar na infantaria de reserva como capitão, e serviu como uma equipe oficial na CBI Theater. No final da guerra ele foi um coronel, decorado com a Legião de Honra em Oak Leaf Cluster.
Ele retornou à América para trabalhar rapidamente para o Departamento Guerra, em Washington. Ingressou no Departamento de Estado em fevereiro de 1945 para trabalhar no escritório de Assuntos das Nações Unidas. No mesmo ano, sugeriu dividir a península da Coreia numa esfera de influência soviética e outra americana, pelo paralelo 38. Foi subsecretário de Estado adjunto em 1949. Foi feito secretário de Estado adjunto para Assuntos do Extremo Oriente em 1950 e desempenhou um papel influente na decisão dos Estados Unidos se envolverem na Guerra da Coreia, no Japão e também da compensação para os países vitoriosos, tais como os documentos Rusk atestam. No entanto ele era um tímido diplomata e sempre procurou obter apoio internacional.
Logo a seguir ao assassinato de John F. Kennedy colocou o seu lugar à disposição, mas o presidente Lyndon Johnson não aceitou a sua renúncia.

## Retirada
Rusk recebeu o Prêmio Sylvanus Thayer e a Medalha Presidencial da Liberdade em 1969.
Após sua aposentadoria, ele ensinou o direito internacional da Universidade da Geórgia Faculdade de Direito, em Athens, na sua Geórgia natal (1970-1984).